# 이혜련 (1884년)
이혜련(1884년 4월 21일~1969년 4월 21일)은 대한민국의 독립유공자이자 안창호의 부인이다.